# Pierre Simon Laplace
Pierre-Simon Laplace, I marchese di Laplace (Beaumont-en-Auge, 23 marzo 1749 – Parigi, 5 marzo 1827), è stato un matematico, fisico, astronomo, politico e nobile francese.
Fu uno dei principali scienziati del periodo napoleonico, nel 1799 nominato ministro degli interni da Napoleone, che nel 1806 gli conferì il titolo di conte dell'Impero, nominato poi anche marchese nel 1817, dopo la restaurazione dei Borbone.
Ha dato fondamentali contributi in vari campi della matematica, della fisica, dell'astronomia e della teoria della probabilità ed è stato uno degli scienziati più influenti al suo tempo, anche per il suo contributo all'affermazione del determinismo. Diede la svolta finale all'astronomia teorica e alla meccanica celeste, riassumendo ed estendendo il lavoro dei suoi predecessori nella sua opera in cinque volumi Mécanique Céleste (Meccanica celeste) (1799-1825). Questo capolavoro – assieme alla Mécanique Analytique (1788) di Lagrange – ha trasformato lo studio geometrico della meccanica, sviluppato da Galileo e Newton, in quello basato sull'analisi matematica.

## Biografia

### Infanzia
Simon Laplace nacque a Beaumont-en-Auge, in Normandia, il 23 marzo del 1749, figlio di Pierre Laplace e Marie Anne Sochon, benestanti proprietari terrieri. Suo padre commerciava anche il sidro, abbondantemente prodotto nella zona, e verso la metà del secolo divenne sindaco di Beaumont. I primi rudimenti scolastici li ebbe da suo zio Louis, conosciuto in zona come l'abate Laplace, un sacerdote cattolico di solida formazione, che avrebbe trasmesso a suo nipote la propria attitudine per la matematica. Oltre a ciò la sua famiglia aveva deciso che Pierre-Simon avrebbe seguito i passi dello zio Louis, indossando dunque gli abiti monacali ed avviandosi ad un futuro promettente come ecclesiastico. Nel 1756, all'età di sette anni, grazie alla mediazione dello zio, fu ammesso come alunno esterno nel collegio benedettino del convento di Beaumont.
Rimase nel collegio di Beaumont sino al 1765 e da qui si trasferì a Caen, dove entrò nel Collegio delle Arti dell'università, con l'intento di conseguire gli ordini di sacerdote e intraprendere la carriera ecclesiastica. Ma tre anni dopo, nel 1768, lasciò l'università di Caen senza aver ricevuto gli ordini sacerdotali. Nel periodo trascorso a Caen, infatti, Laplace, grazie ai due professori Cristophe Gadbled e Pierre Le Canu, scoprì la sua passione per la matematica superiore, che ne risaltò il grande talento scientifico, notato dai due professori. Deciso a dirigere i suoi passi verso la scienza, Laplace abbandonò la teologia, lasciò Caen e accettò provvisoriamente un lavoro di professore nel collegio di Beaumont, dove era stato alunno anni addietro.
Questo lavoro era solo provvisorio e neanche soddisfacente ed infatti un anno dopo, nel 1769, a venti anni, si trasferì a Parigi, in quella che allora era la capitale europea dell'Illuminismo. Con sé portava una lettera di raccomandazione del suo ex professore Pierre Le Canu, indirizzata a Jean Baptiste Le Rond d'Alembert, uno dei matematici più prestigiosi di Parigi. D'Alembert non prestò nessuna attenzione né alla lettera di raccomandazione né a Laplace, che non fu nemmeno ricevuto. Laplace però non si scoraggiò e scrisse lui stesso una lettera di quattro pagine a D'Alembert, dove dimostrava di conoscere i fondamenti della meccanica e le opere di Newton e di D'Alembert stesso.
D'Alembert pertanto lo convocò e gli propose un posto di professore presso la Scuola Militare di Parigi. Fu questa sua lettera ad aprirgli le porte di Parigi e non la raccomandazione che portava con sé da Caen.
'"Signor Laplace, vedete che non prendo molto in considerazione le raccomandazioni.
Non ne avevate bisogno, vi siete fatto conoscere meglio con questa vostra lettera e questo mi basta. Vi devo il mio appoggio.
D'Alembert"

### Maturità
Sicuro delle proprie capacità, Laplace a questo punto si dedicò ad una ricerca originale e per i successivi diciassette anni, dal 1771 al 1787, produsse gran parte del suo originale lavoro sull'astronomia. Tale lavoro iniziò con una memoria, letta davanti all'Académie française nel 1773, nella quale mostrò che i moti planetari sarebbero rimasti vicini a quelli previsti dalla teoria newtoniana per lunghi intervalli di tempo e riportava la verifica fino ai cubi dell'eccentricità e dell'inclinazione delle orbite. Seguirono poi diversi articoli su alcuni punti essenziali del calcolo integrale, delle differenze finite, delle equazioni differenziali e dell'astronomia. Occorre però specificare che alcune importanti scoperte di questi articoli, come le corrispondenti delle armoniche sferiche nello spazio bidimensionale, erano già state pubblicate precedentemente da Legendre in un articolo inviato all'Académie nel 1783.
Nel 1785 diventò membro dell'Académie des Sciences e nel 1816 fu eletto all'Académie française. Inoltre diventò membro di tutte le maggiori accademie scientifiche europee. Grazie alla sua intensa attività accademica esercitò una grande influenza sugli scienziati del suo tempo, in particolare su Adolphe Quetelet e Siméon-Denis Poisson. Egli è ricordato talvolta come il Newton francese per la sua naturale e straordinaria capacità matematica che nessuno dei suoi contemporanei possedeva. Sembra che Laplace non fosse modesto riguardo alle sue capacità e ai suoi risultati, e probabilmente non riuscì a comprendere l'effetto del suo comportamento sui colleghi. Anders Johan Lexell visitò l'Académie des Sciences di Parigi nel 1780-1781 e riferì che:
(John O'Connor et al, Pierre Simon Laplace, 2007.)
Dopo i suoi lavori sulla meccanica celeste, Laplace si prefisse di scrivere un lavoro che avrebbe dovuto "offrire una soluzione completa del grande problema della meccanica rappresentato dal sistema solare e portare la teoria a coincidere così strettamente con l'osservazione che le equazioni empiriche non avrebbero più dovuto trovare posto nelle tavole astronomiche. Il risultato è racchiuso nell'Exposition du système du monde e nella Mécanique céleste.
La Mécanique céleste fu pubblicata in cinque volumi. I primi due, pubblicati nel 1799, contengono metodi per calcolare i moti dei pianeti, per determinare le loro forme e per risolvere problemi legati alle maree. Il moto dei pianeti viene così slegato dall'attività degli angeli che presiedevano ciascuna delle nove sfere celesti. Il terzo ed il quarto volume, pubblicati rispettivamente nel 1802 e nel 1805, contengono applicazioni di questi metodi e diverse tavole astronomiche. Il quinto volume, pubblicato nel 1825, è principalmente storico, ma fornisce in appendice i risultati delle ultime ricerche di Laplace. Esse sono numerose e rilevanti, ma egli si appropriò di molti risultati di altri scienziati con nessuno o scarso riconoscimento e le conclusioni in realtà sono solo il risultato organizzato di un secolo di pazienti fatiche altrui, spesso menzionate come se fossero dovute a Laplace.
L'argomentare della Mécanique céleste è eccellente, ma non è di facile lettura. Biot, che aiutò Laplace nella revisione per la stampa, disse che lo stesso Laplace era frequentemente incapace di ritrovare i dettagli nel ragionamento dimostrativo e, se era soddisfatto del fatto che le conclusioni fossero corrette, era lieto di inserire l'espressione ricorrente, Il est aisé à voir... (è lasciato al lettore...). In realtà, la comprensione di queste dimostrazioni avrebbe richiesto una capacità mentale pari alla sua. Questa sua abitudine gli avrebbe creato spesso la necessità di rielaborare successivamente molti dei suoi risultati, richiedendo a volte qualche giorno per completarli.
La Mécanique céleste non è solo la traduzione dei Principia nel linguaggio del calcolo differenziale, ma completa alcune parti che Newton non era stato in grado di dettagliare.
In quest'opera Laplace esponeva l'ipotesi secondo la quale il sistema solare si sarebbe formato in seguito alla condensazione di una nebulosa. L'idea della nebulosa era già stata enunciata da Immanuel Kant nel 1755, ma è probabile che Laplace non ne fosse al corrente.
Nel 1812 Laplace pubblicò la sua Théorie analytique des probabilités. Si ritiene che tale teoria sia solo senso comune espresso in linguaggio matematico. In questo volume Laplace dava determinanti contributi alla teoria della probabilità di cui è oggi considerato uno dei padri. Nel 1819 Laplace pubblicò un semplice resoconto del suo lavoro sulla probabilità.

### La carriera politica

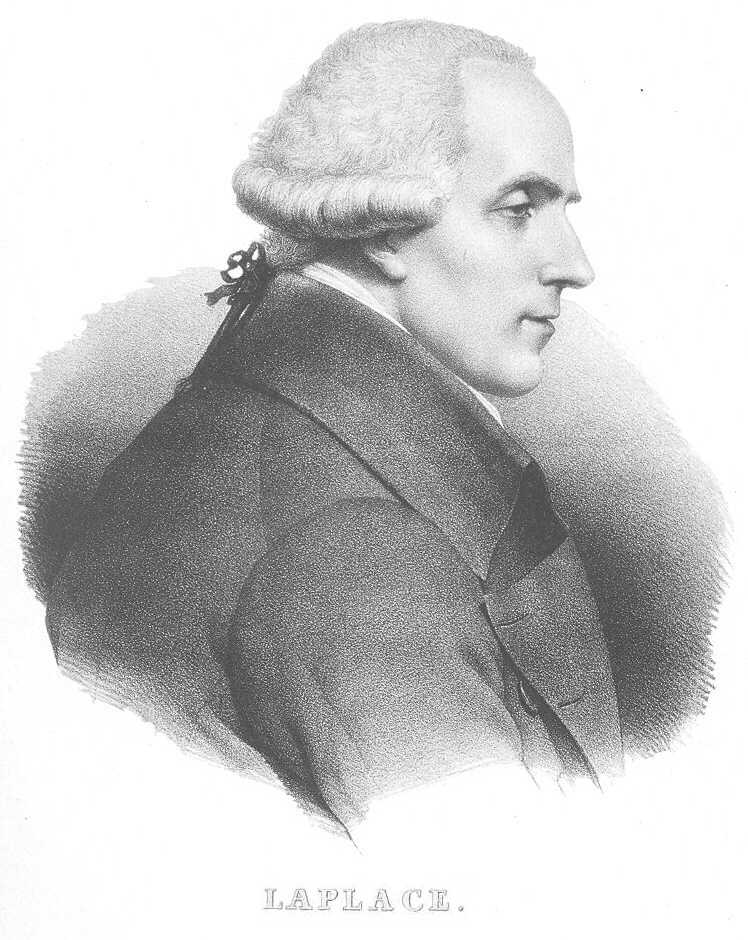
Laplace

Durante la sua vita, Laplace mutò spesso orientamento politico. Quando il potere di Napoleone aumentò, Laplace abbandonò i suoi principi repubblicani (che avevano fedelmente riflesso le opinioni del partito al potere) ed implorò il primo console di dargli il posto di ministro degli interni. Napoleone, che desiderava il supporto di uomini di scienza, accettò la proposta, ma in poco meno di sei settimane la carriera politica di Laplace vide la fine. La comunicazione di Napoleone della sua dimissione fu la seguente:
Sebbene Laplace fosse stato sollevato dall'incarico, mantenne la sua fedeltà. Salì al Senato e al terzo volume della Mécanique céleste fece precedere una nota in cui dichiarava che fra tutte le verità in esso contenute la più cara all'autore era la dichiarazione che aveva fatto riguardo alla sua devozione nei confronti del paciere d'Europa. Nelle copie vendute dopo la restaurazione, essa fu cancellata. Nel 1814 fu evidente che l'Impero stava fallendo e Laplace si affrettò ad offrire i suoi servigi ai Borbone. Durante la restaurazione fu ricompensato con il titolo di marchese. Il disprezzo che i suoi colleghi sentivano per la sua condotta in quell'occasione si evince dalle pagine di Paul-Louis Courier. Le conoscenze di Laplace erano utili per le numerose commissioni scientifiche di cui faceva parte e probabilmente spiegano il motivo per cui si chiuse un occhio sul suo opportunismo politico.
Che Laplace fosse presuntuoso ed egoista non viene negato dai suoi più appassionati ammiratori; la sua condotta nei confronti dei suoi benefattori di gioventù e delle sue amicizie politiche fu ingrata ed è palese la sua appropriazione dei risultati di coloro che erano relativamente sconosciuti. Fra coloro che aveva trattato in tal modo, tre in seguito diventarono famosi: (Legendre e Fourier in Francia e Young in Inghilterra). Essi non dimenticarono mai l'ingiustizia di cui furono vittime. D'altra parte bisognerebbe dire che su alcune questioni mostrò di avere un carattere indipendente e non nascose mai i suoi modi di vedere riguardo alla religione, alla filosofia o alla scienza, per quanto potessero essere non graditi alle autorità al potere; bisognerebbe anche aggiungere che verso la fine della sua vita, e specialmente nei confronti del lavoro dei suoi allievi, Laplace fu generoso e in un caso omise un suo articolo in modo tale che un allievo potesse avere il merito esclusivo della ricerca.
Massone, nel 1804 fu membro del collegio dei grandi ufficiali del Grande Oriente di Francia.

## Contributi scientifici

### Meccanica celeste

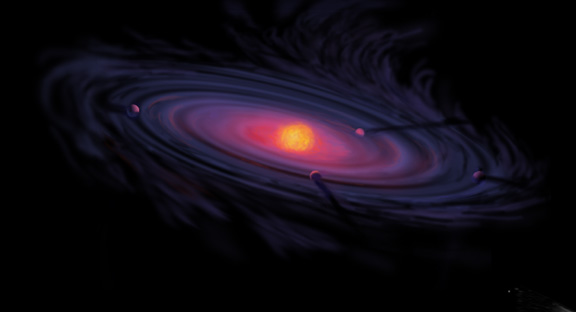
Rappresentazione artistica dell'ipotesi della nebulosa di Laplace (detta anche "Teoria di Kant-Laplace")

Laplace diede un valido contributo alla meccanica celeste usando le concezioni lagrangiane per spiegare meglio il moto dei corpi. Trascorse gran parte della sua vita lavorando sull'astronomia matematica e il suo lavoro culminò nella verifica della stabilità dinamica del sistema solare sotto l'ipotesi che esso consista in un insieme di corpi rigidi che si muovono nel vuoto. Formulò autonomamente l'ipotesi della nebulosa, già ipotizzata nel 1755 da Immanuel Kant. Fu uno dei primi scienziati a postulare l'esistenza dei buchi neri e la nozione di collasso gravitazionale.
Secondo l'ipotesi della nebulosa, il sistema solare si sarebbe sviluppato da una massa globulare di gas incandescente che ruotava attorno ad un asse passante per il suo centro di massa. Raffreddandosi questa massa si sarebbe ristretta e alcuni anelli concentrici si sarebbero staccati dal suo bordo esterno. Questi anelli poi, raffreddatisi, si sarebbero condensati nei pianeti. Il Sole rappresenterebbe il nucleo centrale della nebulosa che, rimasto ancora incandescente, continuerebbe ad irradiare. Da questo punto di vista dovremmo aspettarci che i pianeti più distanti siano più vecchi rispetto a quelli più vicini al Sole. L'idea sostanziale della teoria, seppur con qualche importante modifica, è accettata ancora oggi.
Laplace inoltre intuì il concetto di buco nero. Egli mostrò che ci potrebbero essere delle stelle massive dotate di gravità così grande che nemmeno la luce avrebbe velocità sufficiente a uscire dal loro interno. Laplace inoltre ipotizzò che alcune delle nebulose mostrate dai telescopi non facessero parte della Via Lattea e fossero esse stesse delle galassie. Quindi, Laplace anticipò la grande scoperta di Edwin Hubble, un secolo prima che avvenisse.

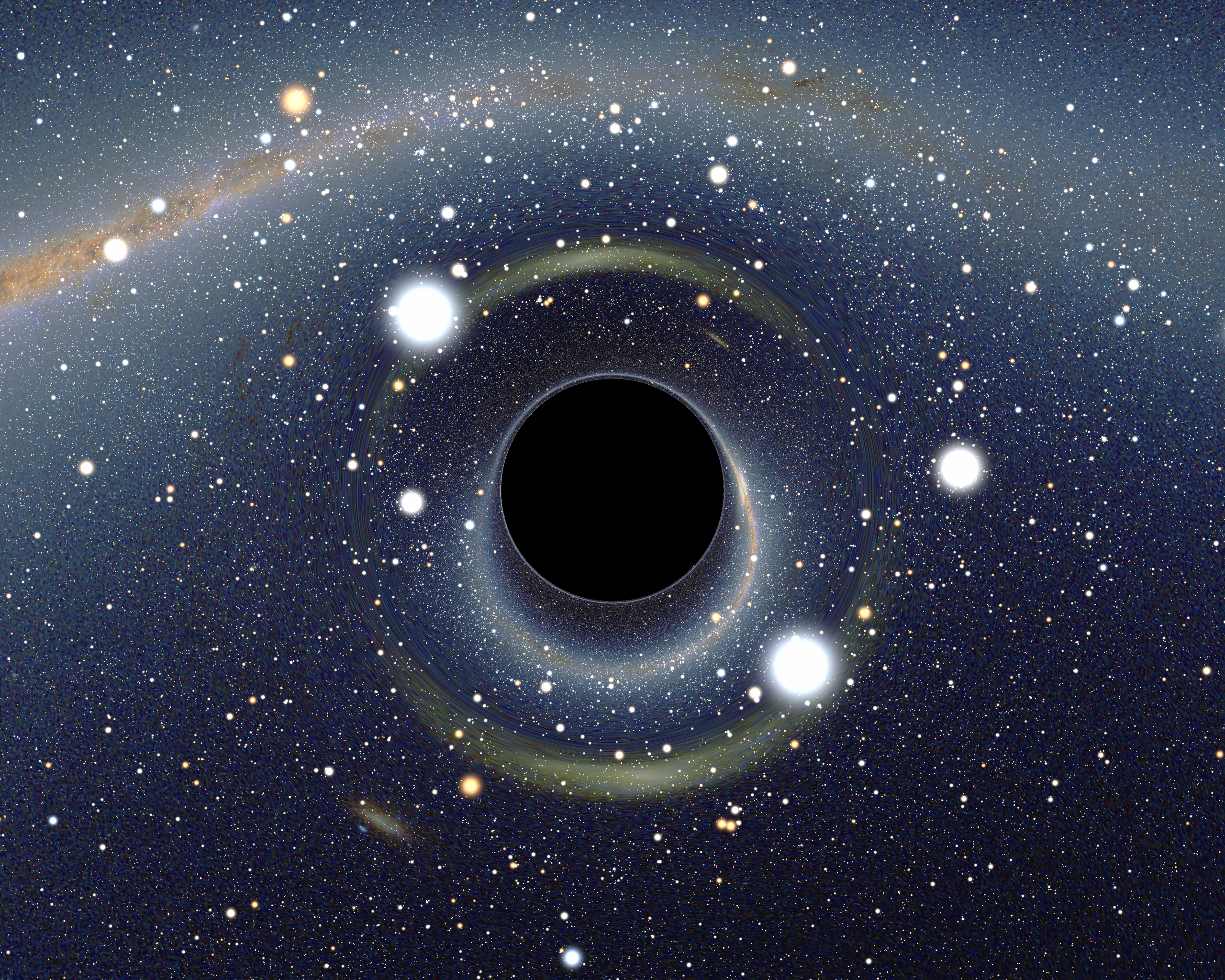
Disegno di fantasia di un buco nero; oggetto astronomico la cui esistenza fu congetturata per la prima volta da Laplace

Nel corso degli anni dal 1784 al 1787 egli produsse alcune memorie dagli eccezionali risultati. Particolarmente rilevante fra queste è quella del 1784, ristampata nel terzo volume della Mécanique céleste, all'interno della quale determinò completamente l'attrazione di uno sferoide su una particella esterna ad esso. Essa è memorabile per l'introduzione in analisi delle armoniche sferiche o coefficienti di Laplace.
Se le coordinate di due punti sono (r,μ,ω) ed (r',μ',ω'), e se r' ≥ r, allora il reciproco della loro distanza può essere sviluppato mediante le potenze di r/r', ed i rispettivi coefficienti sono i coefficienti di Laplace. La loro utilità deriva dal fatto che ogni funzione con le coordinate di un punto sulla sfera può essere sviluppata in serie in tale modo.
Questo articolo è anche considerevole per lo sviluppo dell'idea del potenziale, di cui si era appropriato Lagrange, che lo aveva utilizzato nelle sue memorie del 1773, 1777 e 1780. Laplace mostrò che il potenziale soddisfa sempre l'equazione differenziale:
{\displaystyle \nabla ^{2}V={\partial ^{2}V \over \partial x^{2}}+{\partial ^{2}V \over \partial y^{2}}+{\partial ^{2}V \over \partial z^{2}}=0,}
e su questo risultato fu basato il suo successivo lavoro sull'attrazione. La quantità {\displaystyle \nabla ^{2}V=0} è stata definita come la densità di {\displaystyle V} ed il suo valore in ciascun punto indica l'eccesso di {\displaystyle V} rispetto al suo valor medio nell'intorno del punto. L'equazione di Laplace, o la forma più generale {\displaystyle \nabla ^{2}V=-4\pi \rho }, appare in tutte le branche della fisica matematica.
Tra il 1784 e il 1786 pubblicò una memoria riguardante Giove e Saturno dove verificava, tramite delle serie perturbative, che per tempi molto lunghi l'azione reciproca di due pianeti non può mai influire significativamente sulle eccentricità e sulle inclinazioni delle loro orbite. Fece notare che le particolarità del sistema di Giove erano dovute al fatto che i moti medi di Giove e Saturno erano molto vicini alla commensurabilità. Scoprì inoltre la ciclicità del moto dei due pianeti, stimata in circa 900 anni, tale per cui i due pianeti appaiono esercitare accelerazioni e decelerazioni reciproche. Tale variazione era già nota anche a Joseph-Louis Lagrange, ma solo Laplace la ricondusse a un moto ciclico, confermando l'idea che il sistema solare presentasse dei moti non casuali anche su grande scala temporale. Gli sviluppi di questi studi sul moto planetario furono esposti nelle sue due memorie del 1788 e del 1789.
L'anno 1787 fu reso memorabile dall'analisi di Laplace della relazione fra l'accelerazione lunare e i cambiamenti secolari nell'eccentricità dell'orbita della Terra: questa ricerca completò la dimostrazione della stabilità dell'intero sistema solare. Cercò ad esempio di spiegare come mai il moto orbitale della Luna subisse una lievissima accelerazione che faceva variare la lunghezza del mese lunare di un secondo in tremila anni attribuendone la causa a una lenta variazione dell'eccentricità terrestre. In verità è stato dimostrato successivamente che tale accelerazione è dovuta alla reciproca attrazione mareale che tende a sincronizzare il moto di rivoluzione e rotazione dei corpi: errò nel metodo, ma colse nel segno con la valutazione dei calcoli.

### Fisica
La teoria dell'attrazione capillare è dovuta a Laplace, il quale accettò l'idea proposta da Hauksbee nelle Philosophical Transactions del 1709, secondo la quale il fenomeno era dovuto ad una forza di attrazione che era impercettibile a ragionevoli distanze. La parte che si occupa dell'azione di un solido su un liquido e dell'azione reciproca di due liquidi non è stata sviluppata completamente, ma fu completata in definitiva da Carl Friedrich Gauss. Nel 1862 Lord Kelvin (Sir William Thomson) avrebbe mostrato che, se supponiamo il carattere molecolare della materia, le leggi dell'attrazione capillare possono essere dedotte dalla legge Newtoniana della gravitazione.
Laplace nel 1816 fu il primo a mettere in evidenza esplicitamente il motivo per cui la teoria di Newton del moto oscillatorio forniva un valore impreciso della velocità del suono. La velocità effettiva è maggiore rispetto a quella calcolata da Newton a causa del calore sviluppato dalla compressione improvvisa dell'aria che aumenta l'elasticità e quindi la velocità del suono trasmesso. Le ricerche di Laplace in fisica pratica erano limitate a quelle da lui condotte insieme a Lavoisier negli anni dal 1782 al 1784 sul calore specifico di vari corpi.

### Teoria delle probabilità

Frontespizio dell'Essai philosophique sur les probabilités, 1825 (Fondazione Mansutti, MIlano).

Mentre conduceva molte ricerche in fisica, un altro tema principale a cui dedicò i suoi sforzi fu la teoria della probabilità. Nel suo Essai philosophique sur les probabilités, Laplace formalizzò il procedimento matematico del ragionamento per induzione basato sulla probabilità, che noi oggi riconosciamo come quello di Thomas Bayes. Nel 1774 ricavò il teorema di Bayes senza essere probabilmente a conoscenza del lavoro (pubblicato nel 1763) di Bayes (morto nel 1761).
Una ben nota formula che deriva dal suo procedimento è la regola di successione. Supponiamo che un evento abbia solo due possibili esiti, indicati come "successo" ed "insuccesso". Sotto l'ipotesi che si sappia poco o niente a priori riguardo alla probabilità relativa degli esiti, Laplace derivò una formula per la probabilità che l'esito successivo sia un successo.
{\displaystyle \Pr({\mbox{il prossimo esito sia un successo}})={\frac {s+1}{n+2}},} ,
dove s è il numero dei successi osservati precedentemente ed n è il numero totale delle prove osservate. Tale formula viene ancora oggi utilizzata come una stima della probabilità di un evento se si conosce lo spazio degli eventi, ma si dispone solo di un piccolo numero di campioni.
La regola di successione è stata soggetta a molte critiche, dovute in parte all'esempio che Laplace scelse per illustrarla. Egli infatti calcolò la probabilità che il sole sorga domani, considerato il fatto che è sempre sorto in passato, con la espressione
{\displaystyle \Pr({\mbox{il sole sorga domani}})={\frac {d+1}{d+2}},}
dove d è il numero di volte che il sole è sorto in passato. Questo risultato è stato ricavato per assurdo, e alcuni autori hanno concluso che tutte le applicazioni della regola di successione sono assurde per estensione. Comunque, Laplace era pienamente consapevole dell'assurdità del risultato; subito dopo l'esempio, scrisse, Ma questo numero [cioè, la probabilità che il sole sorgerà domani] è molto più grande per chi, considerando i principi che regolano i giorni e le stagioni nella totalità degli eventi, si rende conto che nulla all'istante attuale può fermare il suo corso.
Sempre nel 1774 rese esplicito l'integrale di Eulero
{\displaystyle \int _{-\infty }^{+\infty }e^{\frac {-u^{2}}{2}}du={\sqrt {2\pi }}}
ma non può essere considerato il padre della gaussiana
in quanto non lo collegò alla legge sugli errori.
Nel 1779 Laplace indicò il metodo per stimare il rapporto del numero dei casi favorevoli rispetto al numero totale dei casi possibili. Esso consiste nel considerare i valori successivi di una qualsiasi funzione come i coefficienti dello sviluppo di un'altra funzione con riferimento ad una diversa variabile. Questa seconda funzione viene dunque chiamata la funzione generatrice della precedente. Laplace mostrò come, per mezzo dell'interpolazione, questi coefficienti possano essere determinati a partire dalla funzione generatrice. In seguito egli affrontò il problema inverso, trovando dai coefficienti la funzione generatrice mediante la soluzione di un'equazione alle differenze finite. Il metodo è scomodo e, dati i successivi sviluppi dell'analisi, oggi viene usato raramente.
Il suo trattato Théorie analytique des probabilités include un'esposizione del metodo dei minimi quadrati, una notevole testimonianza della padronanza di Laplace sui procedimenti dell'analisi. Il metodo dei minimi quadrati, tramite numerose osservazioni, era stato spiegato empiricamente da Carl Friedrich Gauss e Legendre, ma il quarto capitolo di questo lavoro contiene una dimostrazione formale di esso, su cui da allora si è basata l'intera teoria degli errori. Questo fu dimostrato solo grazie a un'analisi più complessa, inventata appositamente per lo scopo, ma la forma in cui viene presentato è così incompleta che, nonostante la costante accuratezza dei risultati, ci si chiese se Laplace aveva effettivamente esaminato con attenzione il difficile lavoro che egli stesso aveva così brevemente e spesso erroneamente mostrato.

### Matematica

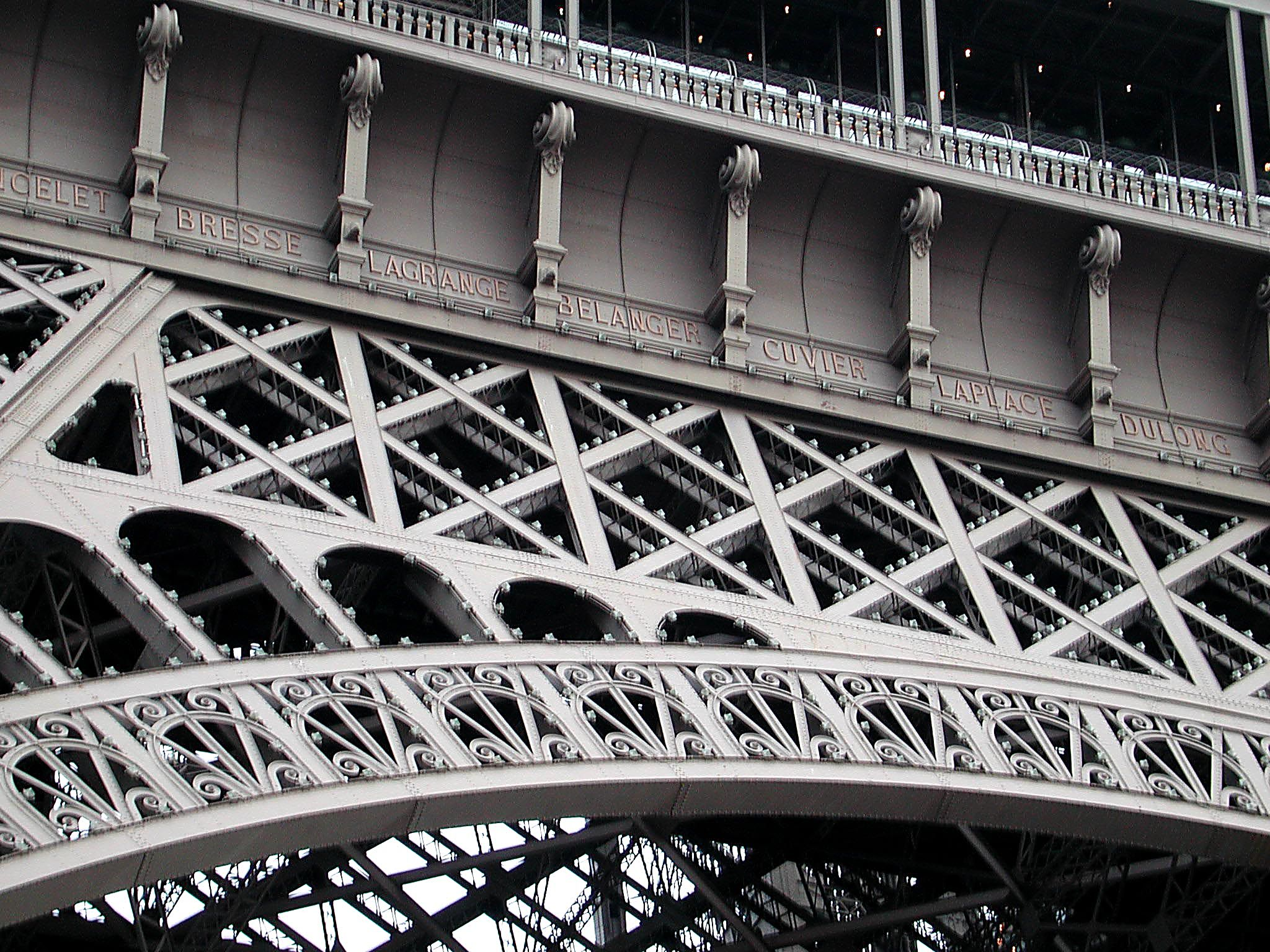
Il nome di Laplace appare sulla facciata Trocadéro della Torre Eiffel, accanto a quello di Poncelet, Lagrange e Chasles

Fra le scoperte minori di Laplace in matematica pura si possono menzionare la sua discussione (contemporaneamente a Vandermonde) della teoria generale dei determinanti nel 1772: la sua dimostrazione che ogni equazione di grado pari deve avere almeno un fattore quadratico reale, la sua riduzione della soluzione delle equazioni differenziali lineari ad integrali definiti; e la sua soluzione dell'equazione differenziale lineare parziale del secondo ordine.
Egli fu anche il primo a considerare i difficili problemi coinvolti nelle equazioni alle differenze miste, e a dimostrare che la soluzione di un'equazione alle differenze finite di primo grado e del secondo ordine potrebbe essere sempre ottenuta nella forma di una frazione continua. Oltre a queste originali scoperte egli determinò, nella sua teoria della probabilità, i valori dei più comuni integrali definiti; e nello stesso libro diede la dimostrazione generale del teorema enunciato da Joseph-Louis Lagrange per lo sviluppo in serie di una qualsiasi funzione implicita per mezzo di coefficienti differenziali.
La trasformata di Laplace, invece, benché venga chiamata così in suo onore in quanto la utilizzò nel suo lavoro sulla teoria della probabilità, fu scoperta originariamente da Eulero. La trasformata di Laplace compare in tutte le branche della fisica matematica, un campo alla cui formazione Laplace contribuì notevolmente.

## Convinzioni filosofiche

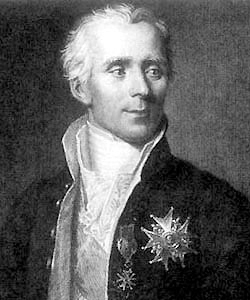
Pierre Simon de Laplace

A differenza di molti altri grandi matematici Laplace non vedeva la matematica come una disciplina dal valore particolare, ma come uno strumento utile per la ricerca scientifica e per problemi pratici. Laplace sembra aver considerato l'analisi semplicemente come uno strumento per affrontare problemi fisici, sebbene l'abilità con cui aveva inventato l'analisi necessaria a tale scopo sia quasi straordinaria. Fino a quando i suoi risultati erano veri egli non si preoccupava molto di spiegare i passaggi dimostrativi; egli non aveva mai curato l'eleganza o la simmetria nei suoi procedimenti, e per lui era sufficiente riuscire con qualche mezzo a risolvere il problema particolare che stava affrontando.
Credeva fermamente nel determinismo causale, che è ben espresso nella seguente citazione tratta dall'introduzione all'Essai:
(Essai philosophique sur les probabilités, Laplace)
Si fa spesso riferimento a questo intelletto come al demone di Laplace (in modo analogo a quello che fa parlare del diavoletto di Maxwell). La descrizione dell'ipotetico intelletto descritto sopra da Laplace come un diavoletto non viene però da Laplace, ma da biografi successivi: Laplace sperava che l'umanità avrebbe migliorato la sua comprensione scientifica del mondo e credeva che, anche se essa fosse stata completata, essa avrebbe ancora avuto bisogno di una straordinaria capacità di calcolo per determinarla completamente in ogni singolo istante. Ma mentre Laplace vedeva in primo luogo i problemi concreti dell'umanità per raggiungere quest'ultimo stadio di conoscenza e di calcolo, le successive teorie della meccanica quantistica, che furono adottate dai filosofi e che difendevano l'esistenza del libero arbitrio, contestarono anche solo la possibilità teorica dell'esistenza di un tale "intelletto".
È stato recentemente proposto un limite sull'efficacia di calcolo dell'universo, cioè sull'abilità del diavoletto di Laplace di trattare una quantità grandissima di informazioni. Il limite fa riferimento alla massima entropia dell'universo, alla velocità della luce e alla quantità minima di tempo necessaria per trasportare informazioni su una lunghezza pari alla lunghezza di Planck; esso risulta essere 2130 bit". Di conseguenza, qualsiasi cosa richieda più di questa quantità di dati non può essere calcolata nella quantità di tempo che è trascorsa finora nell'universo.
Anche se Laplace pensò a un intelletto superiore egli intendeva ciò solo come un esperimento mentale, una supposizione. Non credeva veramente nell'esistenza di un tale intelletto: era infatti ateo o quantomeno agnostico come dimostra il seguente aneddoto, probabilmente vero.
Infatti, Laplace si trovò nella condizione di implorare Napoleone di accettare una copia del suo nuovo lavoro Exposition du système du monde (1796). Avevano riferito al Primo Console (Imperatore dal 1804) che il libro non conteneva alcun cenno al nome di Dio, e Napoleone, a cui piaceva porre domande imbarazzanti, ricevette Laplace facendogli l'osservazione
Laplace, che, sebbene fosse il più arrendevole degli uomini politici, era fermamente convinto di questo punto della sua filosofia, si fermò e rispose senza mezzi termini,
Napoleone, molto divertito, raccontò questa risposta a Lagrange, il quale esclamò, "Ah! Questa è una bellissima ipotesi; essa spiega molte cose".
In realtà non è chiaro, stando anche ai commentatori dell'epoca, se la risposta di Laplace a Napoleone fosse da intendersi come un proclama di ateismo oppure semplicemente come il rifiuto di introdurre nella filosofia della natura un Essere Supremo che intervenendo in continuazione nell'universo fosse garante dell'ordine cosmico, come era ritenuto necessario ad esempio da Newton.
Di fatto Laplace non rese mai note pubblicamente, con le sue opere, le proprie opinioni religiose, anche se comunque nell'Essai philosophique des probabilités derise Gottfried Leibniz, Luigi Guido Grandi e John Craig, i quali sostenevano che la matematica potesse essere utilizzata per supportare l'idea di un ruolo di Dio nella natura. L'amico astronomo Jérôme Lalande inserì Laplace nel dizionario degli atei di Sylvain Maréchal, ma quest'opera non è particolarmente attendibile dal momento che, tra gli altri, elenca lo stesso Gesù Cristo.
Ad ogni modo, quali che fossero le convinzioni di Laplace sull'esistenza di Dio, è comunque certo che egli fu convintamente anti cristiano. Si è infatti conservato fino ai nostri giorni un manoscritto, risalente al periodo di preparazione dell'Essai philosophique des probabilités, in cui Laplace spiega di considerare soltanto come una mitologia il Cristianesimo, e come assurde superstizioni i suoi dogmi ed i miracoli.

## Riconoscimenti
Gli è stato dedicato un asteroide, 4628 Laplace

## Araldica
|  |

|  |

## Opere principali
- Exposition du système du monde (1796)
- Mécanique céleste (1805)
- Théorie analytique des Probabilités (1812)
- Essai philosophique des probabilités (1814)

### Edizioni
- (FR) Traité de mécanique céleste, vol. 1, Paris, Charles Crapelet, 1799.
- (FR) Traité de mécanique céleste, vol. 2, Paris, Charles Crapelet, 1799.
- (FR) Traité de mécanique céleste, vol. 3, Paris, Charles Crapelet, 1802.
- (FR) Traité de mécanique céleste, vol. 4, Paris, Charles Crapelet, 1805.
- (FR) Traité de mécanique céleste, vol. 5, Paris, Charles Louis Étienne Bachelier, 1852.
- Précis de l'histoire de l'astronomie, Milano, Angelo Stanislao Brambilla, 1823.
- (FR) Exposition du système du monde, Paris, Charles Louis Étienne Bachelier, 1824.

### Fonti primarie
- Saggio filosofico sulle probabilità, Theoria - Editori Associati, 1987 ISBN 88-241-0040-6
- Storia dell'astronomia, Cuen, 1997 ISBN 88-7146-368-4

### Fonti secondarie
- E.T. Bell Men of Mathematics: The Lives and Achievements of the Great Mathematicians from Zeno to Poincaré, New York: Simon and Schuster, 1986 Ch 11.
- Carl Boyer, Storia della matematica, Milano: Mondadori, 2004. ISBN 88-04-33431-2
- Fondazione Mansutti, Quaderni di sicurtà. Documenti di storia dell'assicurazione, a cura di M. Bonomelli, schede bibliografiche di C. Di Battista, note critiche di F. Mansutti,  Milano, Electa, 2011, p. 195.
- Mirella Fortino (a cura di) Il caso. Da Pierre-Simon Laplace a Emile Borel (1814-1914), Rubbettino, 2000.
- Charles Coulston Gillispie, Pierre Simon Laplace 1749-1827: A Life in Exact Science, Princeton, Princeton University Press, 1997, ISBN 0-691-01185-0.
- Roger Hahn, Le système du monde - Pierre Simon Laplace, un itinéraire dans la science, Gallimard (2004), ISBN 2-07-072936-2
- Roger Hahn, Pierre Simon Laplace 1749-1827: A Determined Scientist, Cambridge, MA: Harvard University Press, 2005. ISBN 0-674-01892-3
- Antoine-Laurent Lavoisier e Pierre-Simon de La Place, Memoria sul calore, a cura di Antonio Di Meo, Roma, Edizioni Teknos, 1995.
- Paolo Rossi (diretta da) Storia della scienza, Torino, UTET, 1988, vol. 2.
- (EN) Rouse Ball, W. W., Laplace, in A Short Account of the History of Mathematics, 4ª ed., Londra, New York, Macmillan, 1908,  pp. 418-427. URL consultato il 9 gennaio 2012.(ISBN non esistente)